# Neutralizacja (fonologia)
Neutralizacja – zjawisko w fonologii. Polega na tym, że fonemy, które kontrastują w niektórych środowiskach, nie muszą kontrastować we wszystkich środowiskach. Na przykład, w języku polskim cechą kontrastywną fonemów jest ich dźwięczność - słowo bas kontrastuje ze słowem pas. Jednakże, cecha ta ulega neutralizacji w wygłosie - słowa kod i kot w odosobnieniu brzmią identycznie - /kɔt/. Podobnie neutralizacja zachodzi w wyrażeniach kod został i kot został - oba wyrazy wymawiane są jako /kɔd/. Neutralizacja nie zachodzi natomiast już w wyrażeniach kod ojca i kot ojca, stąd wiemy, że słowa te się różnią (w niektórych dialektach neutralizacja zachodzi).
Neutralizacja często wynika z uwarunkowań fonologicznych języka, jak np. rzeczone ubezdźwięcznienie końcowe w języku polskim, jak również z samej mechaniki mowy, np. zazwyczaj fonem /n/ przed spółgłoskami dwuwargowymi /p, b/ przekształca się w dwuwargowe /m/, natomiast przed spółgłoskami tylnojęzykowymi /k, g/ w tylnojęzykowe /ŋ/.

## Język polski
Oprócz podanego przykładu, w języku polskim neutralizacji ulega m.in. kontrast pomiędzy /ɛ/ i /ɛ̃w̃/ w wygłosie. W innych pozycjach samogłoska kontrastuje ze swoim nosowym odpowiednikiem (legowisko versus lęgowisko). W wygłosie jednak współcześnie kontrast zanikł i samogłoska utraciła nosowość, tworząc homofony te i tę, rzeczownik kaczę versus przymiotnik kacze, czy niektóre czasowniki w 1 os. versus 3 os. liczby pojedynczej w czasie teraźniejszym (dziękuję versus dziękuje, rąbię versus rąbie itp.).

## Inne języki
Neutralizacja często związana jest z redukcją samogłosek, np. w języku angielskim czy rosyjskim.
Przykład: w języku angielskim samogłoski /ɜː/, /ɒ/ i /ɛ/ w nieakcentowanych sylabach przekształcają się w /ə/, np. surprise /səˈprʌɪz/ i connect /kəˈnɛkt/. Można to dobrze zaobserwować w homografach, które są akcentowane na inne sylaby: object /ˈɒbdʒɛkt/ versus /əbˈdʒɛkt/, desert /ˈdɛzət/ versus /dɪˈzɜːt/.
Innym przykładem są dwie spółgłoski /r/ oraz /ɾ/ w języku hiszpańskim. Są one kontrastywne w pozycji interwokalicznej, np. carro /karo/ versus caro /kaɾo/. Jednakże, w innych pozycjach nie są one kontrastywne - fonem /r/ występuje w nagłosie i po spółgłoskach /n, s, l/, a fonem /ɾ/ w innych pozycjach.